# Suprafix
Suprafix är suprasegmentella affix, till exempel betoningsförskjutningar.
Ett exempel är den engelska betoningsskillnaden mellan likalydande verb och substantiv:
- Insúlt "förolämpa" — Ínsult "förolämpning"

Ett annat exempel är kinesiska 好 hǎo (att vara god) och 好 hào (att finna gott), där tonen ändras från låg till fallande.